# Fausto González
Fausto González Sibaja (Ciudad Quesada, San Carlos, 13 de septiembre de 1978) es un exfutbolista costarricense. Jugó de guardameta y su último equipo fue Deportivo Saprissa de la Primera División de Costa Rica.

## Selección nacional
Ha sido internacional con la selección de fútbol de Costa Rica en categorías inferiores.

### Participaciones en Copas del Mundo
| Mundial                                 | Sede    | Resultado    |
| --------------------------------------- | ------- | ------------ |
| Copa Mundial de Fútbol Infantil de 1995 | Ecuador | Primera fase |
| Copa Mundial de Fútbol Juvenil de 1997  | Malasia | Primera fase |

## Clubes
| Club                            | País       | Año       |
| ------------------------------- | ---------- | --------- |
| Club Sport Cartaginés           | Costa Rica | 1998-2000 |
| Club Sport Herediano            | Costa Rica | 2000-2002 |
| Asociación Deportiva San Carlos | Costa Rica | 2002-2005 |
| Deportivo Saprissa              | Costa Rica | 2005-2012 |

## Palmarés

### Campeonatos nacionales
| Título           | Club               | País       | Año                                                                      |
| ---------------- | ------------------ | ---------- | ------------------------------------------------------------------------ |
| Primera División | Deportivo Saprissa | Costa Rica | 2005-2006 2006-2007 Invierno 2007 Verano 2008 Invierno 2008 Verano 2010. |

### Copas internacionales
| Título                           | Club               | País       | Año  |
| -------------------------------- | ------------------ | ---------- | ---- |
| Copa de Campeones de la CONCACAF | Deportivo Saprissa | Costa Rica | 2005 |